# Tipkovnica
Tipkôvnica je električno-mehanska naprava ter najbolj razširjena vhodna naprava (nekatere specifične tipkovnice so lahko obenem tudi izhodna), pri kateri tipke delujejo kot stikala. Sodobna tipkovnica izhaja iz tipkovnice pisalnega stroja, saj so proizvajalci na tak način hitro pridobili veliko uporabnikov, saj se pisanja na tipke (tipkanja) ni bilo potrebno znova učiti. Uporablja se za vnašanje ukazov in podatkov s tipkanjem. Običajno so ti podatki različni znaki, nekatere tipke pa tudi omogočajo vnos ukazov za spremembo delovanja sistema (bližnjice in funkcijske tipke).
Obstaja veliko različic razporeditve tipk in tudi samega števila tipk, zato obstaja veliko različnih standardov. Najpogosteje delimo tipkovnice glede na operacijski sistem, kateremu so namenjene. Ker so si tipkovnice namenjene za operacijski sistem Microsoft Windows in za Linux podobne, jih običajno damo v isto skupino. Tipkovnice lahko delimo tudi glede na druge lastnosti, npr. brezžične – žične, standardne – ročne …
Poleg tega mora biti tipkovnica prilagojena tudi posameznemu jeziku, zato obstajajo tudi različice iste tipkovnice, prilagojene različnim jezikom. Na primer slovenska tipkovnica ima tipke, dodeljene črkam Š, Đ, Č, Ć, in Ž, vendar nemščina teh črk ne uporablja, zato so pri njih iste tipke dodeljene črkam, ki jih slovenščina nima – Ü, Ö in Ä.
Tipkovnice so lahko tudi različnih velikosti, saj na manjših prenosnih računalnikih ne morejo in tudi niso potrebne tipkovnice z enakim številom tipk, kot jih potrebujejo programerji. Najbolj razširjena je tipkovnica polne velikosti, ki vsebuje vse tipke, ki jih povprečna oseba potrebuje. Sestavljena je iz treh delov – levi del je namenjen večinoma alfanumerični, sistemski in programski skupini tipk, srednji del je namenjen tipkam za premikanje kazalca in posebnim tipkam (izjema je ubežnica – ta je običajno v skrajnem zgornjem levem kotu tipkovnice), desni del pa je namenjen numerični skupini. Tipkovnica polne velikosti je prevelika za večino prenosnih računalnikov, zato tipkovnice na prenosnih računalnikih običajno nimajo numerične skupine in nekaterih posebnih tipk, tipke za premikanje kazalca pa so vključene v del z alfanumerično skupino.

## Delitev tipkovnic glede na operacijski sistem
Večino tipkovnic se lahko uporablja za katerikoli operacijski sistem, vendar je vsaka tipkovnica oblikovana za uporabo točno določenega operacijskega sistema. Skozi leta so se oblikovale tri večje veje tipkovnic, vsaka značilna za svoj operacijski sistem, to so tipkovnice za operacijski sistem MacOS (v nadaljevanju Mac tipkovnice), tipkovnice za operacijska sistema Windows in Linux (v nadaljevanju PC tipkovnice) in tipkovnice za operacijski sistem ChromeOS (v nadaljevanju ChromeOS tipkovnice). Seveda obstajajo tudi tipkovnice za operacijske sisteme pametnih telefonov, vendar so te natančneje opisane pod programskimi tipkovnicami. Tipkovnice se ne razlikujejo le po različni vlogi tipk, vendar tudi po sami razporeditvi tipk in velikosti same tipkovnice.

### Mac tipkovnice
Mac tipkovnice so na splošno od vseh treh velikih vrst najmanj številčne. Glavni proizvajalec teh tipkovnic je Apple, proizvajajo jih pa tudi druga podjetja, npr. Logitech in Belkin. Tipkovnice, ločene od računalnika obstajajo v dveh velikostih – navadne velikosti in polne velikosti. Največkrat se uporabljata Apple-ovi tipkovnici Magic keyboard ([ˈmæʤɪk ˈkibɔɹd]) in Magic keyboard z numeričnim delom.
Apple na svojih prenosnih računalnikih uporablja le tipkovnice navadnih velikosti, ki se rahlo razlikujejo od Magic keyboard. Ubežnico in funkcijske tipke imajo manj široko, tipka eject pa je bila včasih izpuščena, sedaj pa nadomeščena z sistemom za odklepanje Touch ID. Nekateri modeli Macbook-ov pro imajo od leta 2016 funkcijske tipke nadomeščene z touch bar-om [tʌt͡ʃ bɑɹ], ki je zaslon in zato si lahko bolj prilagodimo funkcije funkcijskih tipk. Včasih je bila tudi ubežnica prikazana na touch bar-u, vendar je sedaj spet svoj fizičen gumb.
Mac tipkovnice za razliko od Windows tipkovnice nimajo tipke za zaganjalnik ali programskih tipk, vendar imajo tipki command (označena z ⌘) in option (označena z ⌥). Tipka command [kəˈmænd] ima podobno vlogo kot krmilka na PC tipkovnicah. S pritiskom na njo sporočimo računalniku, da ne želimo napisati črke, ampak želimo, da izvede nek ukaz, tipka option [ˈɑpʃən] pa omogoča lažji dostop do drugih, bolj specifičnih znakov. S pritiskom tipke option in tipke Y tako računalnik ne bo napisal črke Y, vendar pomišljaj —. Ker je naloge krmilnice prevzela tipka command se je zato ne uporablja veliko, njena uporaba je pa povsem odvisna od aplikacije, v kateri jo uporabimo. 
Tipkovnice navadne velikosti imajo 13, polne velikosti pa 20 funkcijskih tipk, 19 od teh ima enako vlogo kot pri PC tipkovnicah, vendar če bi samo pritisnili nanje bi spreminjali preproste nastavitve, kot so glasnost zvoka in svetlost zaslona in ne željenih bližnjic. Zato obstaja posebna funkcijska tipka, ki se nahaja na tipkovnicah navadne velikosti desno spodaj in na tipkovnicah standardne velikosti nad brisalko. Ko pritisnemo nanjo računalniku ne bomo ukazali naj, na primer poveča svetlost zaslona, ampak upošteva bližnjice nekega programa.
Tipkovnice imajo tudi malo drugačne alfanumerične tipke, še posebej, če jih združimo z tipko option. Prav tako nima tipk Print scrn sysrq, zaklepalke drsenja, vrivalke in tipke break, vendar ima tipko eject [ɪˈdʒɛkt], katere večina PC tipkovnic nima. Razlikuje se tudi po različnih velikostih nekaterih tipk in po dodatni tipki za enačaj v numerični skupini tipk. Tipkovnica je tudi po dolžini malo krajša od PC tipkovnice.

### PC tipkovnice
PC tipkovnice je največja skupina izmed vseh treh. Prilagojene so dvema operacijskima sistemoma (Windows in Linux) in proizvaja jih veliko različnih proizvajalcev, zaradi česar obstaja veliko različnih tipkovnic. Vse tipkovnice imajo enako razporeditev tipk. Ima krmilko in izmenjalko, poleg njiju pa tudi tipko windows [ˈwɪndoʊz] na Windows tipkovnicah oz. tipko super na Linux tipkovnicah in tipko menu. Tipka windows/super je sistemska tipka, tipka menu pa je svojevrstna tipka, ki se pojavlja le na PC tipkovnicah. Tipka menu, enako kot desni klik, prikaže kontekstni meni. Tipka windows/super v sistemu Windows odpre začetni zaslon, v sistemih Linux pa prikaže pregled dejavnosti. Prav tako so PC tipkovnice edine tipkovnice, ki imajo vrivalko, zaklepalko drsenja in tipki break in print scrn sysrq. Vrivalka odloča med dvema vrstama vpisovanja podatkov. Lahko je nastavljena na “potipkaj”, kjer pri pisanju zbrišemo že napisano besedilo na neki lokaciji, ko gremo čez s kazalcem ali “vstavi”, kjer se novo besedilo vstavi med že napisano besedilo, ki se premakne naprej. Zaklepalka drsenja spreminja uporabo tipk za premikanje kazalca, vendar čedalje manj programov podpira to funkcijo. Eden redkih primerov je na primer Excel, pri katerem, če nimamo vklopljene zaklepalke drsenja, ko pritisnemo neko tipko za premikanje kazalca, se bomo premikali po tabeli, če pa zaklepalko vklopimo, se ne premikamo po tabeli, vendar premikamo pogled tabele. Tipka break sedaj nima več velikega pomena, zato se pogosto uporablja v različnih programih za različne bližnjice. Tipka print scrn sysrq nima več uporabe v sistemu Windows, se jo pa da programirati za različne bližnjice v sistemu Linux.
PC tipkovnice se lahko dobi v različnih velikostih. Pogosto so ločene od računalnika, razen na prenosnih računalnikih, kjer so združene z računalnikom. Tudi na prenosnih računalnikih so različnih velikosti, običajno le z alfanumeričnim delom ali z dodanim numeričnim delom. Tipke za premikanje kazalca so običajno v tipkovnicah, ki niso polne velikosti, vključene v alfanumerični del.

### ChromeOS tipkovnice
ChromeOS tipkovnice polne velikosti niso prilagojene slovenščini, saj se le redko uporabljajo. Večinoma se uporabljajo tipkovnice normalne velikosti, saj so bolj primerne za prenosne računalnike. Tipkovnica ima 12 funkcijskih tipk, od tega dve delujeta na enak način kot pri Mac tipkovnicah – 10 navadnih funkcijskih tipk ima primarno nalogo spreminjanje nastavitev operacijskega sistema, ob pritisku ene izmed dveh posebnih funkcijskih tipk pa se obnašajo enako, kot na PC tipkovnicah. Imajo tudi posebno tipko za asistenta Google. Še ena posebnost je, da ChromeOS tipkovnice nimajo zaklepalke velikosti, temveč tipko za zaganjalnik oz. tipko za iskanje (odvisno od proizvajalca). Funkcijske tipke in ostale tipke v najvišji vrstici so običajno tudi na tipkovnicah polne velikosti manjše od ostalih.
Tipkovnice polne velikosti pri ChromeOS-u nimajo sredinskega dela, ampak so nekatere tipke iz sredinskega dela združene v alfanumerični in numerični del. Zaradi tega so ChromeOS tipkovnice polne velikosti bistveno krajše od PC in Mac tipkovnic.

## Tipi in standardi tipkovnic
Tipkovnice se običajno držijo enega izmed treh standardov za tipkovnice. Ti so ISO (ISO/IEC 9995-2), ANSI (ANSI-INCITS 154-1988), in JIS (JIS X 6002-1980). JIS standard je japonski, tako, da se ga največkrat držijo japonska podjetja, medtem ko se ostala dva uporabljata po skoraj celotnem svetu. Standard za ameriško tipkovnico je 104 tipke, medtem ko je za ostale dele sveta standard 105. Takim tipkovnicam pravimo tipkovnice polne velikosti. To pravilo je velikokrat kršeno, saj nekateri proizvajalci dodajajo svoje tipke ali odvzemajo tipke, ki se malokrat uporabljajo. Veliko tipkovnic nima numeričnega dela, saj lahko uporabo tega povsem nadomestimo z alfanumeričnim delom. Včasih tudi ni možno imeti toliko tipk, npr. na prenosnih računalnikih, kjer je prostor omejen. Kljub težnji proti zmanjšanju števila tipk so se še vedno na skoraj vseh tipkovnicah ohranile funkcijske tipke in tipke za premikanje kazalca.

### Namizne tipkovnice ali Tipkovnice polne velikosti
Namizne tipkovnice imajo preko 100 tipk ter vsebujejo alfanumerične, numerične in funkcijske tipke. Vsebujejo tudi različna diakritična znamenja ter simbole za valute. Tipkovnica je prilagojena nekemu jeziku, za katerega se uporablja. Običajno je razdeljena na tri dele, izjema so le ChromeOS tipkovnice, ki nimajo sredinskega dela.

### Tipkovnice velikosti notesnikov
Notesniki so običajno manjši in vanje ni možno vgraditi namizne tipkovnice. Tipkovnice velikosti notesnikov imajo manjšo pot tipke in tudi manjše število tipk. Običajno se obdrži le alfanumerični del in tipke za premikanje kazalca, ostalo pa se izpusti, saj lahko tiste tipke nadomestimo z samimi tipkami v alfanumeričnem delu ali neko kombinacijo tipk. Seveda obstajajo tudi prenosniki, ki imajo tudi numeričen del, vendar to postaja čedalje manj pogosto.

### Gibljive tipkovnice
Gibljive tipkovnice imajo, tako kot tipkovnice velikosti notesnikov, manjšo pot tipke, vendar še vedno vse tipke, ki so na namiznih tipkovnicah. Gibljive tipkovnice se lahko upogiba in zvija, kar omogoča lažje prenašanje, vendar morajo pri uporabi ležati na trdi podlagi. Večina gibljivih tipkovnic je narejenih iz silicija, kar naredi tipkovnico odporno na tekočine in prah.

### Ročne tipkovnice
Ročne tipkovnice so oblikovane na tak način, da jih držimo kot krmilnik pri igrah namesto tega, da ležijo na površini mize. Običajno imajo ročne tipkovnice vse alfanumerične tipke, ki jih ima navadna tipkovnica, vendar jih lahko dobimo le z pritiskanjem dveh tipk naenkrat – ena deluje podobno kot dvigalka. Ročna tipkovnica omogoča uporabniku prosto premikanje po prostoru in pisanje stran od računalnika. Nekatere ročne tipkovnice imajo tudi vgrajeno miško s sledilno žogico.

### Ergonomične tipkovnice
Ergonomične tipkovnice so tipkovnice, ki so bile zasnovane tako, da minimizirajo bolečine v mišicah, utrujenost in druge stvari. Običajno so v obliki črke V, vendar obstaja več različnih tipov.

#### Razdeljene tipkovnice
Razdeljene tipkovnice združujejo tipke na dva ali več odsekov. Ergonomične razdeljene tipkovnice so lahko nespremenljive, pri katerih se ne more spremeniti pozicij posameznih sekcij, ali nastavljive. Razdeljene tipkovnice običajno spremenijo kot med sekcijami in razdaljo med njimi. Pri prilagodljivih tipkovnicah lahko uporabnik kot in razdaljo povsem prilagodi svojim potrebam.

#### Posebno oblikovane tipkovnice
Nadaljnji razvoj razdeljenih tipkovnic so posebno oblikovane tipkovnice, kot sta 1977 Maltron ali novejše Kinesis Advantage tipkovnice, pri katerih so tipke v dveh vdolbinah, ki sta približno na širini ramen, in funkcijskimi tipkami razporejenimi med obema deloma tipk za uporabljanje s palci. S tako konfiguracijo je ni potrebno veliko premikati rok ali zapestja.

#### Kotnne razdeljene tipkovnice
To so razdeljene tipkovnice, ki imajo osrednji del dvignjen, tako da so kazalci višje kot ostali prsti.

### Programske tipkovnice
Programske tipkovnice se uporabljajo tam, kjer je malo prostora ali ni zaželeno imeti fizična tipke, ki bi zavzele več prostora ali zmanjšale vodoodpornost. To so največkrat pametni telefoni in tablični računalniki. Programske tipkovnice so lahko vidne le, ko je to potrebno. Lahko tudi lažje spreminjajo napise na posameznih tipkah, kar olajša iskanje znakov, ki se manjkrat uporabljajo. Kljub temu, da programske tipkovnice zelo zmanjšajo prostor, ki ga porabljajo, so še vedno običajno manjše in z manj tipkami. Na pametnih telefonih so tipke manjhne, tipkovnica pa vsebuje le tipke za vnos črk, brisalko, dvigalko ter posebna gumba za dostop do dodatnih znakov in emodžijev. Na tabličnih računalnikih so običajno tipkovnice velikosti notesnikov, le redkokdaj pa tudi polne velikosti.

## Razdelitev tipk
Slovenska tipkovnica polne velikosti ima 109 tipk pri MacOS-u in okoli 105 pri PC-jih (odvisno od proizvajalca, 105 je standard). Za ChromeOS se običajno ne uporablja tipkovnic polne velikosti, saj imajo tipkovnico velikosti notesnikov računalniki običajno že vgrajeno (Chromebook-i), zato tipkovnice polne velikosti, prilagojene za slovenščino, ni. 105 oz. 109 tipk se deli na 6 (Mac tipkovnice), 7 (ChromeOS tipkovnice) oziroma 8 (PC tipkovnice) skupin, glede na to, za kaj se uporabljajo.

### Alfanumerična skupina tipk
Alfanumerična skupina tipk se nahaja v levem delu tipkovnice in je največja izmed vseh skupin. Uporablja se za vnos črk, številk in ostalih znakov ter tudi za bližnjice. Tipke v alfanumerični skupini se dalje delijo še na dve skupini, na navadne tipke in na modifikacijske tipke.

#### Navadne tipke
Navadne tipke v alfanumerični skupini so tiste, ki ob pritisku nanje vnesemo črko, številko ali nek drug simbol. Teh je bistveno več, kot modifikacijskih tipk, saj jih je na slovenski tipkovnici običajno 48, torej skoraj polovica vseh tipk na tipkovnici. Običajna razporeditev tipk je Q W E R T Z, vendar na Mac tipkovnicah je razporeditev Q W E R T Y. Ostale črke so razporejene na enak način pri vseh tipkovnicah:
| 1. vrstica |   |   |   |   |   |   |   |   |   |   |   |   |   |  |
| 2. vrstica | ¸ | 1 | 2 | 3 | 4 | 5 | 6 | 7 | 8 | 9 | 0 | ' | + |  |
| 3. vrstica |   | Q | W | E | R | T | Z | U | I | O | P | Š | Đ |  |
| 4. vrstica |   | A | S | D | F | G | H | J | K | L | Č | Ć | Ž |  |
| 5. vrstica |   | < | Y | X | C | V | B | N | M | , | . | - |   |  |
| 6. vrstica |   |   |   |   |   |   |   |   |   |   |   |   |   |  |

| 1. vrstica |   |   |   |   |   |   |   |   |   |   |   |   |   |  |
| 2. vrstica | “ | 1 | 2 | 3 | 4 | 5 | 6 | 7 | 8 | 9 | 0 | / | + |  |
| 3. vrstica |   | Q | W | E | R | T | Y | U | I | O | P | Š | Đ |  |
| 4. vrstica |   | A | S | D | F | G | H | J | K | L | Č | Ć | Ž |  |
| 5. vrstica |   | < | Z | X | C | V | B | N | M | , | . | - |   |  |
| 6. vrstica |   |   |   |   |   |   |   |   |   |   |   |   |   |  |

#### Modifikacijske tipke
Število modifikacijskih tipk je za vse jezike enako, vendar je nnjihova vloga drugačna. Pri PC tipkovnicah je modifikacijskih tipk 9, pri Mac tipkovnicah 11, pri ChromeOS tipkovnicah pa le 8. Modifikacijske tipke, če so pritisnjene same, ne povzročijo ničesar, ampak jih moramo pritisniti v kombinaci z navadnimi alfanumeričnimi tipkami. Tako dobimo dostop do več različnih znakov, ki jih lahko zapišemo. Lahko tudi pritisnemo več modifikacijskih tipk naenkrat in tako dobimo dostop do še več različnih znakov. Nekatere modifikacijske tipke se lahko na tipkovnici večkrat pojavljajo, enkrat na levi enkrat na desni strani. Med operacijskimi sistemi se lahko drastično spreminjajo.

##### Mac
Mac tipkovnice imajo 7  različnih modifikacijskih tipk, od tega se štiri (dvigalka, krmilka ter tipki Option in Command) pojavljajo na tipkovnici dvakrat.
| Ime                    | Oznaka      | Uporaba |
| ---------------------- | ----------- | --- |
| vračalka               | ⌫ Backspace | izbriše znak pred utripalko ali izbrane znake, vendar običajno ne izbriše drugih elementov, kot so slike                                                             |
| premikalka (tabulator) | ⇥ Tab       | premakne kazalec do nasledne tabulatorske postaje, v nekaterih programih tudi ločuje besedila v isti vrstici, z njo se lahko pomikamo po tabeli                      |
| Zaklepalka velikosti   | ⇪ Caps Lock | omogoča pisanje velikih črk brez konstantnega držanja dvigalke (trajno vključimo velike črke), v kombinaciji s tipko Option omogoča dostop do dodatnih znakov        |
| Dvigalka               | ⇧ Shift     | omogoča pisanje velikih črk in zgoraj napisanih znakov, v kombinaciji z drugimi modifikacijskimi tipkami omogoča dostop do dodatnih znakov                           |
| Krmilka                | ⌃ Control   | pri MacOS-u ima malo uporabe, tipko control lahko pritisnemo medtem ko imamo pritisnjeno že katero drugo modifikacijsko tipko da povrne tipke nazaj na osnovne znake |
| Tipka Option           | ⌥ Option    | omogoča dostop do več znakov |
| Tipka Command          | ⌘ Command   | omogoča izpeljavo bližnjic in različnih dejanj |

Z različnimi kombinacijami tipk lahko dobimo naslednje znake:
| Ime tipke   | Sama | V kombinaciji z | V kombinaciji z | V kombinaciji z | V kombinaciji z  | V kombinaciji z      |
| Ime tipke   | Sama | ⇧ Shift         | ⌥ Option        | ⇪ Caps Lock     | ⇧ Shift+⌥ Option | ⌥ Option+⇪ Caps Lock |
| ----------- | ---- | --------------- | --------------- | --------------- | ---------------- | -------------------- |
| “           | “    | ”               | ‹               | “               | ›                | ‹                    |
| 1           | 1    | !               | ¡               | 1               | ⁄                | ¡                    |
| 2           | 2    | "               | ™               | 2               | @                | ™                    |
| 3           | 3    | #               | £               | 3               | ‹                | £                    |
| 4           | 4    | $               | ¢               | 4               | ›                | ¢                    |
| 5           | 5    | %               | ∞               | 5               | €                | ∞                    |
| 6           | 6    | &               | §               | 6               | ı                | §                    |
| 7           | 7    | '               | ¶               | 7               | –                | ¶                    |
| 8           | 8    | (               | •               | 8               | °                | •                    |
| 9           | 9    | )               | ª               | 9               | ·                | ª                    |
| 0           | 0    | =               | º               | 0               | ‚                | º                    |
| /           | /    | ?               | -               | /               | _                | —                    |
| +           | +    | *               | ≠               | +               | ±                | ≠                    |
| Q           | q    | Q               | œ               | Q               | Œ                | Œ                    |
| W           | w    | W               | ∑               | W               | „                | Û                    |
| E           | e    | E               | ´               | E               | ‰                | ´                    |
| R           | r    | R               | ®               | R               | “                | Â                    |
| T           | t    | T               | †               | T               | ‘                | Ä                    |
| Y           | y    | Y               | —               | Y               | ”                | Á                    |
| U           | u    | U               | ¨               | U               | ’                | À                    |
| I           | i    | I               | ^               | I               | É                | Ë                    |
| O           | o    | O               | ø               | O               | Ø                | Ø                    |
| P           | p    | P               | π               | P               | ∏                | ∏                    |
| Š           | š    | Š               | [               | Š               | {                | [                    |
| Đ           | đ    | Đ               | ]               | Đ               | }                | ]                    |
| A           | a    | A               | å               | A               | Å                | Å                    |
| S           | s    | S               | ß               | S               | Í                | Í                    |
| D           | d    | D               | ∂               | D               | Î                | Î                    |
| F           | f    | F               | ƒ               | F               | Ï                | Ï                    |
| G           | g    | G               | ©               | G               | Ì                | Ì                    |
| H           | h    | H               | ̏                | H               | Ó                | Ã                    |
| J           | j    | J               | ∆               | J               | Ô                | Õ                    |
| K           | k    | K               | ̑                | K               |                 | Ö                    |
| L           | l    | L               | ¬               | L               | Ò                | Ò                    |
| Č           | č    | Č               | …               | Č               | æ                | …                    |
| Ć           | ć    | Ć               | ^               | Ć               | Æ                | ^                    |
| Ž           | ž    | Ž               | \               | Ž               | \|               | \                    |
| <           | <    | >               | `               | <               | ~                | `                    |
| Z           | z    | Z               | Ω               | Z               | «                | Ü                    |
| X           | x    | X               | ≈               | X               | »                | Ù                    |
| C           | c    | C               | ç               | C               | Ç                | Ç                    |
| V           | v    | V               | √               | V               | ◊                | Û                    |
| B           | b    | B               | ∫               | B               | Ñ                | Ú                    |
| N           | n    | N               | ~               | N               | ˆ                | Ê                    |
| M           | m    | M               | µ               | M               | ¯                | ˚                    |
| ,           | ,    | ;               | ≤               | ,               | È                | ≤                    |
| .           | .    | :               | ≥               | .               | ˇ                | ≥                    |
| -           | -    | _               | ÷               | -               | ¿                | ÷                    |
| preslednica |      |                 |                 |                 |                  |                      |

##### Windows
Windows tipkovnice imajo 6 različnih modifikacijskih tipk, od tega se 3 (dvigalka, izmenjalka in krmilka) pojavljajo na tipkovnici dvakrat.
| Ime                    | Oznaka      | Uporaba |
| ---------------------- | ----------- | --- |
| vračalka               | ← Backspace | izbriše znak pred utripalko ali izbrane znake, vendar običajno ne izbriše drugih elementov, kot so slike                                        |
| premikalka (tabulator) | Tab ⇆       | premakne kazalec do nasledne tabulatorske postaje, v nekaterih programih tudi ločuje besedila v isti vrstici, z njo se lahko pomikamo po tabeli |
| Zaklepalka velikosti   | ⇪ Caps Lock | omogoča pisanje velikih črk brez konstantnega držanja dvigalke (trajno vključimo velike črke), vpliva le na črke                                |
| Dvigalka               | ⇧ Shift     | omogoča pisanje velikih črk in zgoraj napisanih znakov                                                                                          |
| Krmilka                | Ctrl        | omogoča izpeljavo bližnjic in različnih dejanj, v kombinaciji z izmenjalko omogoča dostop do nadaljnjih znakov                                  |
| Izmenjalka             | Alt, Alt Gr | v kombinaciji s krmilko omogoča dostop do več znakov                                                                                            |

Če pritisnemo tipki Alt+Ctrl+ neka tipka, lahko dobimo nove simbole ali diakritična znamenja:
| Ime tipke   | Sama | V kombinaciji z | V kombinaciji z | V kombinaciji z |   |
| Ime tipke   | Sama | ⇧ Shift         | ⇪ Caps Lock     | Alt+Ctrl        |   |
| ----------- | ---- | --------------- | --------------- | --------------- | - |
| Ime tipke   | Sama | ¸               | ¸               | ¨               | ¸ |
| 1           | 1    | !               | 1               | ~               |   |
| 2           | 2    | "               | 2               | ˇ               |   |
| 3           | 3    | #               | 3               | ^               |   |
| 4           | 4    | $               | 4               | ˘               |   |
| 5           | 5    | %               | 5               | °               |   |
| 6           | 6    | &               | 6               | ˛               |   |
| 7           | 7    | /               | 7               | `               |   |
| 8           | 8    | (               | 8               | ˙               |   |
| 9           | 9    | )               | 9               | ´               |   |
| 0           | 0    | =               | 0               | ˝               |   |
| '           | '    | ?               | '               | ¨               |   |
| +           | +    | *               | +               | ¸               |   |
| Q           | q    | Q               | Q               | \               |   |
| W           | w    | W               | W               | \|              |   |
| E           | e    | E               | E               | €               |   |
| R           | r    | R               | R               |                 |   |
| T           | t    | T               | T               |                 |   |
| Z           | z    | Z               | Z               |                 |   |
| U           | u    | U               | U               |                 |   |
| I           | i    | I               | I               |                 |   |
| O           | o    | O               | O               |                 |   |
| P           | p    | P               | P               |                 |   |
| Š           | š    | Š               | Š               | ÷               |   |
| Đ           | đ    | Đ               | Đ               | ×               |   |
| A           | a    | A               | A               |                 |   |
| S           | s    | S               | S               |                 |   |
| D           | d    | D               | D               |                 |   |
| F           | f    | F               | F               | [               |   |
| G           | g    | G               | G               | ]               |   |
| H           | h    | H               | H               |                 |   |
| J           | j    | J               | J               |                 |   |
| K           | k    | K               | K               | ł               |   |
| L           | l    | L               | L               | Ł               |   |
| Č           | č    | Č               | Č               |                 |   |
| Ć           | ć    | Ć               | Ć               | ß               |   |
| Ž           | ž    | Ž               | Ž               | ¤               |   |
| <           | <    | >               | <               |                 |   |
| Y           | y    | Y               | Y               |                 |   |
| X           | x    | X               | X               |                 |   |
| C           | c    | C               | C               |                 |   |
| V           | v    | V               | V               | @               |   |
| B           | b    | B               | B               | {               |   |
| N           | n    | N               | N               | }               |   |
| M           | m    | M               | M               | §               |   |
| ,           | ,    | ;               | ,               | <               |   |
| .           | .    | :               | .               | >               |   |
| -           | -    | _               | -               |                 |   |
| preslednica |      |                 |                 |                 |   |

##### ChromeOS
ChromeOS tipkovnice imajo 5 različnih modifikacijskih tipk, od tega se 3 (dvigalka, izmenjalka in krmilka) pojavljajo na tipkovnici dvakrat.
| Ime                    | Oznaka      | Uporaba |
| ---------------------- | ----------- | --- |
| vračalka               | ← Backspace | izbriše znak pred utripalko ali izbrane znake, vendar običajno ne izbriše drugih elementov, kot so slike                                        |
| premikalka (tabulator) | Tab ⇆       | premakne kazalec do nasledne tabulatorske postaje, v nekaterih programih tudi ločuje besedila v isti vrstici, z njo se lahko pomikamo po tabeli |
| Dvigalka               | ⇧ Shift     | omogoča pisanje velikih črk |
| Krmilka                | Ctrl        | |
| Izmenjalka             | Alt         | v kombinaciji s tipko za zaganjalnik se dosežemo enako, kot z zaklepalko velikosti na PC in Mac tipkovnicah                                     |

### Numerična skupina tipk
Numerična skupina tipk je druga največja skupina tipk, saj je v njej 17 (MacOS), 16 (Windows in Linux) oz. 15 (ChromeOS). Namenjena je lažjemu vnosu številk in izvajanju osnovnih računskih operacij. Numerična skupina je sestavljeni iz destih tipk za 10 števk (tipka 0 je običajno večja od ostalih), štirih tipk za štiri osnovne operacije (+, −, *, /) ter decimalno vejico. PC tipkovnice imajo še zaklepalko številčnice Num lock, medtem ko imajo Mac tipkovnice dodatni še tipki za enačaj (=) in tipko clear ⌧ Clear, ki počisti napisano enačbo. 
Zaklepalka številčnice je edina modifikacijska tipka v numerični skupini. Kadar je vklopljena lahko normalo vpisujemo številke, če pa jo izklopimo pa tipke prevzamejo naloge nekaterih tipk iz sredinskega dela.
| Num lock vklopljen | Num lock izklopljen | Num lock izklopljen |
| ------------------ | ------------------- | ------------------- |
| 0                  | Insert              | vrivalka            |
| 1                  | End                 | tipka end           |
| 2                  | ↓                   | smerna tipka dol    |
| 3                  | Page down           | tipka page down     |
| 4                  | ←                   | smerna tipka levo   |
| 5                  | nima uporabe        | nima uporabe        |
| 6                  | →                   | smerna tipka desno  |
| 7                  | Home                | tipka home          |
| 8                  | ↑                   | smerna tipka gor    |
| 9                  | Page up             | tipka page up       |
| ,                  | Delete              | brisalka            |

### Funkcijske tipke
Funkcijske tipke delujejo na MacOS-u in ChromeOS-u podobno, vendar drugače od njihovega delovanja pri sistemu Windows in Linux. Na PC tipkovnicah je funkcijskih tipk 12, na Mac tipkovnicah pa 20. Tipke so označene ali z fn (Mac in ChromeOS) ali z F in zaporedno številko. Uporabo funkcijskih tipk določa program, katerega uporabljamo. Običajno jih programerji izkoristijo za razne bližnjice.
Pri sistemih Windows in Linux za uporabo funkcijskih tipk na zgoraj naveden način ne potrebujemo pritisniti dodatne tipke, vendar pri sistemih MacOS in ChromeOS imajo tipke primarno nalogo spreminjanja nastavitev (povečanje glasnosti, povečanje svetlosti zaslona ...) in moramo za uporabo funkcijskih tipk kot pri PC tipkovnicah pritisniti še modifikacijsko tipko fn. 
| fn pritisnjen | fn ni pritisnjen                                            |
| ------------- | ----------------------------------------------------------- |
| F1            | zmanjšanje svetlosti zaslona                                |
| F2            | povečanje svetlosti zaslona                                 |
| F3            | prikaz mission control-a                                    |
| F4            | prikaz lounchpad-a                                          |
| F5            | prikaz touch bar-a na zaslonu (le tipkovnice s touchbar-om) |
| F6            | nima uporabe                                                |
| F7            | previjanje posnetka nazaj                                   |
| F8            | preklapljanje med pavzo in igranjem posnetka                |
| F9            | previjanje posnetka naprej                                  |
| F10           | utišanje zvoka                                              |
| F11           | zmanjšanje glasnosti zvoka                                  |
| F12           | povečanje glasnosti zvoka                                   |
| F13           | nima uporabe                                                |
| F14           | nima uporabe                                                |
| F15           | nima uporabe                                                |
| F16           | nima uporabe                                                |
| F17           | nima uporabe                                                |
| F18           | nima uporabe                                                |
| F19           | nima uporabe                                                |

Pri ChromeOS-u lahko proizvajalec sam določi funkcije funkcijskih tipk, zato ni nekega univerzalnega seznama.

### Smerne tipke
Smerne tipke ali tipke za premikanje kazalca (pred uporabo mišk so se uporabljale za premikanje kazalca) so 4 tipke, ki so označene s puščicami ←, ↑, →, ↓ (Windows in Linux) ali s trikotniki ⏴, ⏶, ⏵, ⏷ (MacOS in ChromeOS). Sedaj se smerne tipke uporabljajo za premikanje po besedilu ali tabeli ter za premikanje po spletnih straneh.

### Sistemske tipke
Sistemske tipke se pojavljajo le na PC in ChromeOS tipkovnicah ter so edine tipke, ki se razlikujejo med Windows in Linux tipkovnicami. Windows tipkovnica ima dve Windows tipki, ki se nahajata v spodnji vrstici na levi in desni strani preslednice. Tipki Windows poleg nekaterih bližnjic odpreta začetni zaslon. Na Linux tipkovnicah sta na enakih pozicijah, kot bi bili tipki Windows, tipki super. Super tipki odpreta pregled dejavnosti, ki se dogajajo v sistemu. ChromeOS tipkovnica ima le eno sistemsko tipko, ki se nahaja, kjer se drugače nahaja zaklepalka velikosti. Tipka se imenuje tipka za zaganjalnik ali tipka za iskanje (odvisno od proizvajalca).

### Programske tipke
Edina programska tipka je tipka menu in se nahaja med tipko Windows in krmilko na desni strani alfanumeričnega dela. Tipka ima podobno vlogo kot desni klik, saj prikaže kontekstni meni. Tipka se pojavlja le na PC tipkovnicah. 

### Vnašalne tipke
V tej skupini sta le dve tipki, to sta vnašalka ⌅ Enter in tipka za potrditev ↵ Return. Obe tipki imata zelo podobno uporabo, vendar med njima obstaja nekaj razlik. Tipka za potrditev v besedilo vstavi prelom odstavka (¶) ali potrdi neko tipko. Vnašalka se bolj uporablja pri programiranju, ima pa tudi enako funkcijo kot tipka =.

### Ostale tipke
Ostale tipke so tipke, ki so posebne in ne spadajo v nobeno izmed zgornjih skupin. Vsi trije tipi tipkovnic imajo 6 skupnih tipk in vsaj še eno svojo. Tipke imajo različne funkcije, velikokrat tiste, ki jih bolj redko potrebujemo, kar še posebej velja za ostale tipke, edinstvene za PC tipkovnice. Skupne tipke so naslednje: 
| Ime             | Oznaka | Oznaka          | Oznaka    | Uporaba                                                                                      |
| Ime             | MacOS  | PC              | ChromeOS  | Uporaba                                                                                      |
| --------------- | ------ | --------------- | --------- | -------------------------------------------------------------------------------------------- |
| ubežnica        | esc, ⎋ | Esc             | esc       | v različnih bližnjicah, omogoča izhod iz celozaslonskega načina, omogoča prekinitev programa |
| brisalka        | ⌦      | Delete, Del     | delete    | izbriše izbrano vsebino                                                                      |
| tipka end       | ⤓      | End             | end       | pomakne zaslon na konec dokumenta ali spletne strani                                         |
| tipka home      | ⤒      | Home            | home      | pomakne zaslon na začetek dokumenta ali spletne strani                                       |
| tipka page down | ↓      | Page down, PgDn | page down | pomakne zaslon navzdol                                                                       |
| tipka page up   | ↑      | Page up, PgUp   | page up   | pomakne zaslon navzgor                                                                       |

Mac tipkovnice imajo dodatno tipko eject ⏏. Tipka se pojavlja desno od tipke F12, v alfanumeričnem delu. ChromeOS tipkovnice imajo dodatno tipko, ki aktivira asistenta Google. Nahaja se na levi strani alfanumeričnega dela, med funkcijsko tipko in izmenjalko. PC tipkovnice imajo 4 dodatne tipke, ki pa se jih skorajda ne uporablja.
| Ime                  | Oznaka         | Uporaba |
| -------------------- | -------------- | --- |
| vrivalka             | Insert         | vrivalka odloča o stilu vstavljanja besedila v odstavek – lahko sledeče besedilo “potipkamo”, lahko pa se besedilo prestavi naprej in se nadaljuje za na novo vnešenim besedilom |
| zaklepalka drsenja   | Scroll lock    | zaklepalko drsenja podpira le še nekaj programov; ko je vklopljena se v nekem programu s smernimi tipkami ne premikamo po samem programu, ampak pomikamo zaslon                  |
| tipka system request | Sysrq, Sys Req | ta tipka nima več prvotne uporabe, sedaj se uporablja le v programih za odpravljanje hroščev                                                                                     |
| tipka break          | Break, Pause   | na nekaterih računalnikih prekine izpis zaslona s strani BIOS-a, dokler ne pritisnete druge tipke                                                                                |